# Grand Prix Korei Południowej Formuły 1
Grand Prix Korei – wyścig Formuły 1, który po raz pierwszy został zorganizowany w sezonie 2010 mistrzostw świata. Po trwających kilka miesięcy spekulacjach podpisanie umowy ogłoszono 2 października 2006 roku.
Tor wyścigowy Korean International Circuit, którego projektantem, podobnie jak w przypadku innych, które dołączyły do kalendarza w ostatnich latach, jest Hermann Tilke, kosztował 260 mln dolarów. Jego budowa rozpoczęła się w 2007, a ostatnie prace zakończono w 2009 roku. Tor, podobnie jak tory w Montrealu i Melbourne, był permanentno-uliczny, czyli składający się zarówno z sekcji ulicznej, jak i przygotowanej specjalnie na potrzeby wyścigu.
Budowa toru w Korei ulegała wielu opóźnieniom. Organizatorzy wywalczyli specjalne warunki certyfikacji obiektu, dzięki czemu mogli nanosić poprawki do ostatniego dnia przed wyścigiem. Jeszcze na miesiąc przed pierwszymi zawodami, trasa nie przypominała wielomilionowego projektu spełniającego wymogi FIA. Z tego powodu istniały poważne obawy o realizację koreańskiej rundy zawodów Formuły 1.

## Zwycięzcy Grand Prix Korei Południowej
| Sezon | Kierowca         | Konstruktor | Tor     |        |
| ----- | ---------------- | ----------- | ------- | ------ |
| 2010  | Fernando Alonso  | Ferrari     | Yeongam | Wyniki |
| 2011  | Sebastian Vettel | Red Bull    | Yeongam | Wyniki |
| 2012  | Sebastian Vettel | Red Bull    | Yeongam | Wyniki |
| 2013  | Sebastian Vettel | Red Bull    | Yeongam | Wyniki |
| Sezon | Kierowca         | Konstruktor | Tor     |        |

Liczba zwycięstw (kierowcy):
- 3 - Sebastian Vettel
- 1 – Fernando Alonso

Liczba zwycięstw (konstruktorzy):
- 3 - Red Bull
- 1 – Ferrari